# Reggimento e costumi di donna
Reggimento e costumi di donna è un'opera di Francesco da Barberino, notaio e poeta trecentesco. 
Si tratta di un trattato medico in cui l'autore parla delle cure che una madre dovrebbe rivolgere al figlio, rifacendosi all'esperienza educativa, medica e pedagogica di tradizione medievale, al fine di evitare malformazioni fisiche e che non abbia problemi caratteriali.